# Noora Virta
Noora Virta (* 9. Januar 1982) ist eine finnische Badmintonspielerin. 

## Karriere
Noora Virta gewann nach fünf nationalen Juniorentiteln 2010 ihren ersten Meistertitel bei den Erwachsenen in Finnland, wobei sie im Damendoppel mit Sanni Rautala erfolgreich war. Im gleichen Jahr startete sie auch bei der Badminton-Weltmeisterschaft.

## Sportliche Erfolge
| Saison | Veranstaltung                                | Disziplin   | Platz | Name                         |
| ------ | -------------------------------------------- | ----------- | ----- | ---------------------------- |
| 1997   | Finnland: Einzelmeisterschaften der Junioren | Damendoppel | 1     | Saara Hynninen / Noora Virta |
| 1998   | Finnland: Einzelmeisterschaften der Junioren | Damendoppel | 1     | Saara Hynninen / Noora Virta |
| 1999   | Finnland: Einzelmeisterschaften der Junioren | Damendoppel | 1     | Noora Virta / Elina Väisänen |
| 2000   | Finnland: Einzelmeisterschaften der Junioren | Dameneinzel | 1     | Noora Virta                  |
| 2001   | Finnland: Einzelmeisterschaften der Junioren | Damendoppel | 1     | Noora Virta / Jenny Sjölund  |
| 2010   | Finnland: Einzelmeisterschaften              | Damendoppel | 1     | Noora Virta / Sanni Rautala  |